# Virginia (Vrijstaat)
Virginia is een plaats in de Zuid-Afrikaanse provincie Vrijstaat.
Virginia telt ongeveer 22.000 inwoners.

## Subplaatsen
Het nationaal instituut voor de statistiek, Stats SA, deelt sinds de census 2011 deze hoofdplaats in in 9 zogenaamde subplaatsen (sub place), waarvan de grootste zijn:
Saaiplaas • Virginia SP.